# Mammuthus subplanifrons

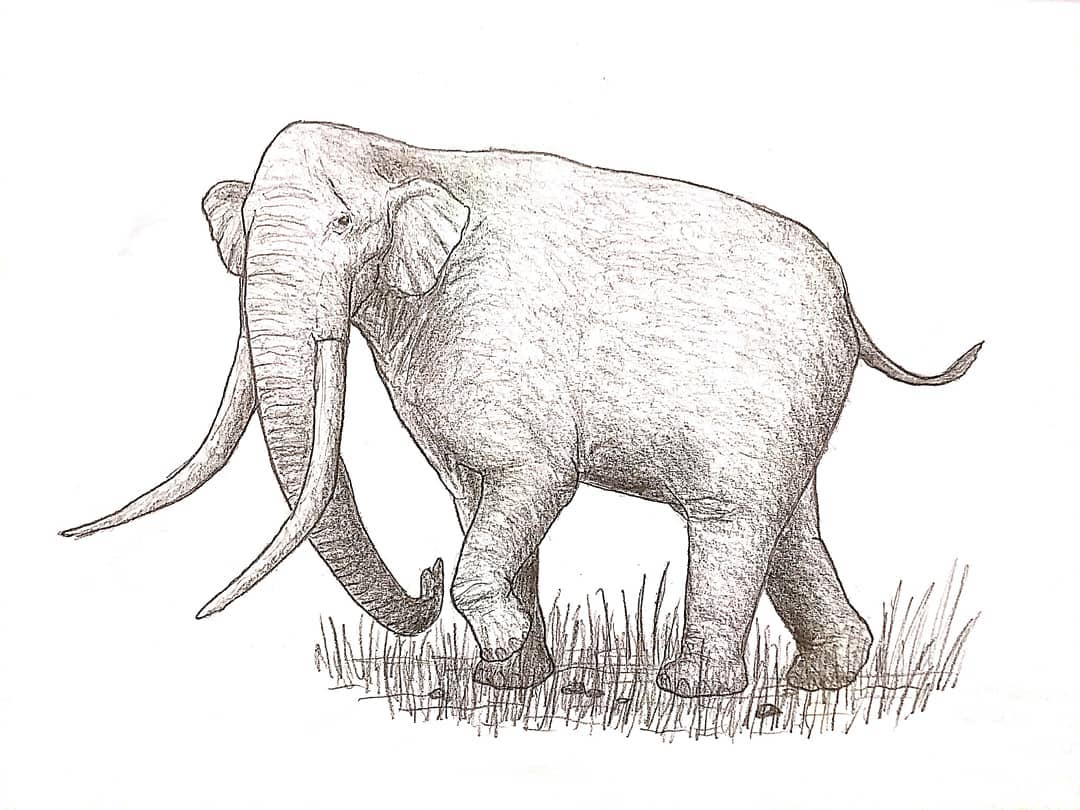
реконструкція

Mammuthus subplanifrons є найстарішим представником роду Mammuthus, який з'явився приблизно 5 мільйонів років тому в ранньому пліоцені на території сучасної Південної Африки та країн Східної Африки, особливо Ефіопії. Вони вже представили деякі унікальні характеристики мамутів, такі як спірально закручені бивні. Його висота в плечі становила 3.68 метра, а вага — близько 9 тонн. У 2009 році було показано, що Loxodonta adaurora неможливо відрізнити від Mammuthus subplanifrons. Постійне зменшення довжини шипів хребців від плеча до стегна та крайнє співвідношення стегнової кістки до великогомілкової кістки вказують на те, що цей вид належить до Mammuthus, а не до Loxodonta (Loxodonta spp. має високі шипи над стегнами, середня частина спини має найнижчий рівень), і оскільки Mammuthus subplanifrons був названий першим, це буде дійсна назва для виду.